# زعاف في الطب
الزعاف في الطب (بالإنجليزية: Venoms in medicine)‏ هو الاستخدام الطبي للزعاف (السم الحيواني) بسبب فوائده العلاجية في علاج الأمراض.
الزعاف هو أي مركب سام يفرزه الحيوان بقصد الإضرار بحيوان آخر أو إحداث عجز له. فعندما ينتج كائن حي سمًا ما قد يحتوي الشكل النهائي للسم على مئات العناصر المخلتفة النشطة بيولوجيًا والتي تتفاعل مع بعضها البعض محدثةً الآثارالسامة للسم. يتضمن هذا المزيج من المكونات العديد من البروتينات والببتيدات والجزيئات الصغيرة غير الببتيدية. يتم عزل المكونات النشطة لهذه السموم وتنقيتها وفحصها في المقايسات. قد تكون هذه الفحوصات إما فحوصات نمطية لتحديد المكوّن الذي قد يكون له خصائص علاجية مرغوبة (علم الأدوية الكلاسيكي) أو فحوصات لتحديد المستهدف البيولوجي للمكونات وآلية عملها (علم الأدوية العكسي). بهذه الطريقة قد تكون السموم السمّامة نقطة انطلاق لتصنيع عقار علاجي.

## الخلفية
الزعاف هي مواد تُنتَج بشكل طبيعي طورتها الكائنات الحية لنشرها ضد الكائنات الحية الأخرى لغرض الدفاع أو الهجوم. وهي غالبًا ما تكون عبارة عن خليط من البروتينات التي تعمل معًا أو منفردة لمهاجمة أهدافها المحددة داخل الكائن الحي الذي تهاجمه، ويكون لتلك السموم عادة نوعية عالية ويمكن الوصول إليها بسهولة من خلال الجهاز الوعائي. لقد أدى هذا إلى جعل السمومَ موضوعًا للدراسة للأشخاص الذين يعملون في مجال اكتشاف الأدوية. مع التطورات في تقنيات الأوميكس (البروتينات، الجينوميات، إلخ) أصبح الباحثون في هذا المجال قادرين على تحديد الجينات التي تنتج عناصر معينة في سم الحيوان بالإضافة إلى نطاقات البروتين التي تم استخدامها كوحدات بناء في العديد من الأنواع. وبالإضافة إلى طرق فصل وتنقية المركبات يمكن للعلماء دراسة كل مركب موجود داخل السم «الطبخة الدوائية» على حدة بحثًا عن مركبات تعمل بمثابة خيوط دوائية أو لها استخدامات أخرى. يقوم كل كائن حي سام بإنتاج آلاف البروتينات المختلفة التي تتيح الوصول إلى ملايين الجزيئات المختلفة التي لا يزال لها استخدامات محتملة. وبالإضافة إلى ذلك فإن الطبيعة تتطور باستمرار؛ فمع تطوير الفريسة طرقًا لمقاومة هذه السموم تتطور الحيوانات المفترسة أيضًا، مما يخلق سمومًا جديدة يمكنها الاستمرار في العمل على فريستها.

## التاريخ
يعود أقدم استخدام معروف للسم في الطب إلى عام 380 قبل الميلاد في اليونان القديمة. يصف «تاريخ الحيوان» لأرسطو كيف يمكن استخدام السم في إنتاج ترياق للسم. فقد وُجِدَ خلال ذروة الإمبراطورية الرومانية أن هناك أدلة على إضافة السم إلى الأدوية المستخدمة لعلاج الجدري والجذام والحمى والجروح. وعلى الرغم من ذلك فقد كانت الاستخدامات الأولى للسم بشكل أساسي تتركز في عملية صنع الترياق. استمرهذا الاستخدام للسم في العصور الوسطى وحتى القرن التاسع عشر. فقد حدثت أول دراسة حديثة للسم في ضوء طبي في أواخر القرن التاسع عشر. حيث قام العالم ألبرت كالمات بحقن الحيوانات بكميات صغيرة من السم مستخدماً دمائها كترياق.

## الأدوية المسوَّقة

### كابتوبريل
يحاكي الكابتوبريل وظيفة التوكسين الموجود في زعاف أفعى الحفرة البرازيلية وهو معروف بشكل عام باعتباره أول قصة «نجاح» للسم. يعتبر الكابتوبريل أحد مثبطات الإنزيم المحول للأنجيوتنسين ACE (الإنزيم المحول للأنجيوتنسين) والذي تمت الموافقة عليه من قبل إدارة الغذاء والدواء الأمريكية في أبريل 1981. يقوم الكابتوبريل بخفض ضغط الدم عن طريق تثبيط إنتاج أنجيوتنسين 2 الذي يعمل في مسار يؤدي إلى تضيق الأوعية مما يرفع ضغط الدم. وبعد تصنيع هذا الدواء تم إنتاج العديد من نظائره (إنالابريل، يسينوبريل، بيريندوبريل، راميبريل، وما إلى ذلك).

### زيكونوتيد
الزيكونوتيد هو نسخة صناعية من كونوتوكسين- ω-conotoxin الذي يصنعه الحلزون المخروطي، والذي يستخدم لعلاج الآلام الشديدة ويتم ضخه في السائل الدماغي الشوكي باستخدام مضخة تسريب داخل القراب. يعمل زيكونوتيد في منطقة ما قبل التشابك على قنوات الكالسيوم من النوع N، مما يؤدي إلى منع مستقبلات هذه القناة بدرجة عالية من الانتقائية والقابلية.

### إيبتيفيباتيد
لقد تم تصميم الإيبتيفيباتيد على غرار أحد مكونات سم الأفعى الجرسية الأقزام الجنوبية الشرقية ويتم استخدامه في العلاجات المضادة لتخثر الدم في محاولة للحد من مخاطر النوبات القلبية، ولكن يتم استخدامه في الحالات الخطيرة فقط بسبب الآثار الجانبية المحتملة بسبب حدوث قلة الصفيحات، وهي حالة لا تستطيع فيها الصفائح الدموية أن تتجمع على الإطلاق. يرتبط إيبتيفيباتيد بشكل عكسي بالصفائح الدموية مما يقلل من خطر تجلط الدم. وهو مضاد للبروتين السكري 2ب/3أ.

### إكسيناتيد
الإكسيناتيد هو ببتيد يتكون من 39 حمض أميني وهو نسخة اصطناعية من إكسيندين-4، وهو هرمون موجود في لعاب وحش جيلا. يتم استخدام الإكسيناتيد لعلاج مرض السكري من النوع الثاني حيث يعمل كعامل مساعد للأنسولين والأدوية الأخرى. وهو ناهض مستقبل الببتيد الشبيه بالجلوكاجون-1 الذي عزله جون إنج لأول مرة في عام 1992 أثناء عمله في المركز الطبي لإدارة المحاربين القدامى في برونكس بنيويورك.

### باتروكسوبين
الباتروكسوبين هو بروتييز السيرين الموجود في سم الأفعى الذي ينتجه الدساس الأتروكسي والدساس الموجيني، وهما نوعان سامان من أفعى الحفر توجد في شرق جبال الأنديز في أمريكا الجنوبية. يقوم الباتروكسوبين بتكسير الفيبرينوجين، تمامًا مثل الثرومبين. يُستخدم الباتروكسوبين الذي ينتجه الدساس الأتروكسي كعقار يسمى «ريبتيليز Reptilase» الذي يستخدم لوقف النزيف، بينما الباتروكسوبين الذي ينتجه الدساس الموجيني هو دواء يسمى «ديفيبريزDefibrase»، يستخدم لتفتيت جلطات الدم. كما أنه يستخدم في نظام يسمى «فيفوستات Vivostat»، حيث يتم أخذ دم الشخص قبل الجراحة مباشرة وتعريضه للباتروكسوبين، ثم يتم حصاد الجلطات الناتجة، ثم يتم تذويبها، وتشكيل لاصق فايبرين الذي يستخدم بعد ذلك على الشخص أثناء الجراحة.